# Đức Mẹ Roudnice

Đức Mẹ Roudnice. Kích thước: 90 x 68 cm. Chất liệu: Sơn tempera vẽ trên gỗ đoạn.

Đức Mẹ Roudnice là một tác phẩm hội họa của Bậc thầy tranh Třeboň Altarpiece - một họa sĩ vô danh trong khoảng từ năm 1385 đến năm 1390. Bức họa có thể đến từ tu viện của dòng Thánh Augustinô ở Roudnice nad Labem hoặc từ dinh thự mùa hè của Tổng giám mục Jan z Jenštejna. Năm 1946, bức họa được lên kệ tại Phòng trưng bày tranh Quốc gia Praha và nằm trong bộ sưu tập nghệ thuật thời Trung Cổ.

## Bối cảnh và miêu tả
Tranh được vẽ bằng sơn tempera trên một tấm gỗ đoạn, phủ vải bạt cùng một lớp phấn nền. Dưới lớp sơn vẽ là một bản khắc. Bức tranh có kích thước là 90x68 cm bao gồm cả khung tranh gốc. Trong thế kỷ 18, bức tranh được sơn vẽ lại toàn bộ. Trên bức tranh có một lỗ để thánh tích đã được chạm khắc, vị trí này ban đầu là hình vẽ chiếc trâm vàng cài áo của Mẹ Maria. Nhiều khả năng, chỗ chạm khắc này là nơi lưu giữ một phần khăn trùm đầu của Đức Mẹ đã thấm máu Chúa Giêsu (peplum cruentatum). Sau này, nhờ có sử gia nghệ thuật Karel Chytil mà bản gốc theo phong cách Gothic đã được chú ý đến. Karel Chytil cũng phát hiện ra chiếc vương miện trên đầu của Đức Mẹ và chạm nổi nó theo một bức ảnh chụp. Đến năm 1946, một sử gia nghệ thuật khác, Pavel Kropáček, đã tìm thấy bản khắc của bức tranh có niên đại từ năm 1400 khi đem tranh quét tia X-quang. Cũng trong năm 1946, bức tranh được khôi phục lại, theo đó lớp vẽ thừa đè lên tranh gốc cũng bị bỏ đi. Như vậy, bức tranh nguyên bản theo trường phái Gothic đã được lộ ra gần như nguyên vẹn và lớp mạ vàng cũng được tôn tạo lại.
Đức Mẹ Roudnice là đại diện tiêu biểu nhất cho những tác phẩm hội họa Đức Mẹ theo trường phái Bohemian. Chính vì vậy, sau này bức tranh đã có rất nhiều bản sao. Hai bức họa là Đức Mẹ Vyšší Brod và Đức Mẹ của Nhà thờ Chúa Ba Ngôi đều được phỏng theo nguyên mẫu của Đức Mẹ Roudnice. Trong khi đó, hình ảnh của Đức Mẹ Roudnice lại có nét tương đồng với Thánh Catherine trong tranh Třeboň Altarpiece. Đồng thời, hình tượng của Đức Mẹ Roudnice cũng giống với các tác phẩm điêu khắc trong phong trào nghệ thuật Gothic cuối thời Trung Cổ (điển hình như tác phẩm Đức Mẹ Pilsen hay Đức Mẹ Altenmarkt). Bức tranh toát lên được vẻ mặt thánh thiện của Mẹ Maria và sự hài hòa giữa Đức Mẹ và Chúa Hài đồng. Cử chỉ đưa tay về phía Mẹ của Thiên Chúa thể hiện tình mẫu tử thiêng liêng. Tranh có một độ tương phản sáng tối nhẹ nhàng cùng với sự tinh tế trên từng đường nét. Không chỉ vậy, mỗi nếp gấp trên áo Đức Mẹ cũng toát lên một vẻ tinh khôi, hòa cùng với màu sắc ấm áp, tất cả đã tạo nên một tác phẩm thuộc hàng kinh điển trong trường phái nghệ thuật Gothic cuối thời Trung Cổ.

### Các công trình liên quan
- Đức Mẹ của Nhà thờ Chúa Ba Ngôi, České Budějovice[7]
- Đức Mẹ Vyšší Brod[7]
- Đức Mẹ của Nhà thờ Thánh gioan tẩy giả tại Wrocław